# Kanako Nishi
Kanako Nishi,  (恩田 陸?, Nishi Kanako) (Teheran, 7 maggio 1977), è una scrittrice giapponese.

## Biografia
Nata a Teheran nel 1977 e cresciuta tra Il Cairo e Osaka, vive e lavora a Tokyo.
Nel 2004 ha esordito nella narrativa con la raccolta di racconti Aoi alla quale hanno fatto seguito numerosi romanzi e libri per ragazzi, fornendo il soggetto per film come La fortuna di Nikuko del 2021.
Vincitrice nel 2015 del prestigioso Premio Naoki con Saraba!, suoi contributi sono apparsi in riviste quali Literary Hub.
Nel 2021 le è stato diagnosticato un tumore alla mammella e si è dovuta sottoporre a mastectomia bilaterale.

## Opere (parziale)

### Narrativa
- Aoi (2004)
- La salita verso casa (Sakura, 2005), Milano, Garzanti, 2023 traduzione di Maria Cristina Gasperini ISBN 978-88-11-00775-3.
- Kiiroi zou (2006)
- Tsūtenkaku (2006)
- Shizuku (2007)
- Koufuku midori no (2008)
- Mado no sakana (2008)
- Utsukushii hito (2009)
- Kiriko ni tsuite (2009)
- Enjō suru kimi (2010)
- Shiroi shirushi (2010)
- Entaku (2011)
- Gyokō no Nikuko-chan (2011)
- Chika no hato (2011)
- Fukuwarai (2012)
- Furu (2012)
- Butai (2014)
- Saraba! (2014)
- Makuko (2016)
- i (2016)
- Omajinai (2018)
- Sam no Koto, Saru ni Au (2020)

### Saggistica
- Mikkī kashimashi (2007)
- Mikkī takumashi (2009)
- Gohan gururi (2013)
- Manimani (2015)

## Adattamenti cinematografici (parziale)
- Kiiroi zō, regia di Ryūichi Hiroki (2013)
- Entaku, regia di Isao Yukisada (2014)
- Makuko, regia di Keiko Tsuruoka (2019)
- Sakura, regia di Hitoshi Yazaki (2020)
- La fortuna di Nikuko, regia di Ayumu Watanabe (2021)

## Adattamenti televisivi (parziale)
- Sam no Koto/Saru ni Au serie TV (2020)

## Premi e riconoscimenti

### Vincitrice
Gran premio dei librai giapponesi
- 2006 con Sakura

Premio letterario Oda Sakunosuke
- 2006 con Tsūtenkaku

Premio letterario Kawai Hayao
- 2012 con Fukuwarai

Premio Naoki
- 2015 con Saraba!